# 3-я армия (Российская империя)
3-я армия (3-я полевая армия, 3 А) — общевойсковое оперативное объединение Русской императорской армии во время первой мировой войны.
3-я полевая армия принимала участие Галицийской битве 1914, Карпатской операции 1915, в ликвидации последствий Горлицкого прорыва 1915 в составе Юго-Западного фронта.

## Боевой путь
Полевое управление (штаб 3 А) образовано в июле 1914 года при штабе Киевского военного округа. Позднее штаб Третьей армии был размещён в Дубно.
20 августа 1914 года 3-я русская армия вступила на территорию Австро-Венгрии. Далее штаб квартировал в Пеняках, здание в котором он был размещён, после их отъезда в Золочев, было подожжено неизвестными людьми. В Золочеве штаб армии был размещён в трёхэтажном каменном здании, ранее в котором был банк.
В августе 1914 года приняла участие в Галицийской битве, в том числе Битва при Раве-Русской, сражениях на реках Золотая Липа и Гнилая Липа. Армия - участница Рава-Русской операции.
3 сентября 1914 года 3-я русская армия взяла Лемберг. Участвовала в Ченстохово-Краковской операции в ноябре 1914 г.
Зимой 1914/1915 гг 3-я армия осаждала Перемышль и принимала участие в Карпатской операции

### Весна 1915 года — начало Великого отступления
Плану немецкого и австрийского Генеральных штабов по широкому охвату «клещами» центральных русских армий от Восточной Пруссии до Западной Галиции (декабрь 1914 — февраль 1915 г.г.) не суждено было сбыться. В Восточной Пруссии 20-й русский корпус ценой собственной гибели самоотверженно прикрыл отход корпусов 10-й армии. Немецкий наступательный порыв был остановлен на среднем Немане, в районе Друскеников. В Карпатах наступление австрийских войск с присланными немецким подкреплением было быстро ликвидировано контрнаступлением: нависла опасность прорыва русских армий в Венгерскую равнину. Германское верховное командование убедилось в неэффективности частичного внедрения германских частей в австрийские войска и пришло к выводу о необходимо продемонстрировать мощь германских армий сильным ударом по русскому фронту в Западной Галиции. Данное решение основывалось главным образом на том, что французы и британцы окажутся более эгоистичными, нежели русские и в случае мощного удара: «не проявят такого же жертвенного порыва для того, чтобы оттянуть на себя германские силы, как это сделала Русская армия в кампанию 1914 года». Кроме того, противник был достаточно хорошо осведомлен о надвигающейся катастрофе в боевом снабжении Русской армии.
Сведения о сосредоточении немецких войск на фронте 3 русской армии начали поступать со второй половины февраля 1915 года. Командующий 3-й русской армией генерал
Радко-Дмитриев, на основании разведданных доносил Главнокомандующему армиями Юго-Западного фронта генерал-адъютанту Иванову о сосредоточении германской ударной группы перед фронтом X корпуса. В случае успеха немцы выходили в тыл 8 -й русской армии Юго-Западного фронта. Генерал Иванов не доверял Радко-Дмитриеву и считал, что наибольшая опасность армиям Юго-Западного фронта грозит не на Дунайце, а на левом фланге у Черновиц и Снятыни. Это мнение поддерживал начальник штаба фронта генерал Драгомиров. Данная позиция штаба фронта впоследствии привела к катастрофе: началу великого отступления русских армий. В марте 1915 года, в то время как ударная войсковая группа немцев продолжала усиливаться, части 9-й армии генерала Лечицкого были направлены не в сторону 3-й армии, а на левый фланг армий Юго-Западного фронта. По мнению генерала Брусилова части 9-й армии обязаны были поддержать 3 русскую армию. Усиление 3 армии позволило бы генералу Радко-Дмитриеву нанести упреждающий удар: разбить головные части прибывших неприятельских войск и ликвидировать угрозу. Однако, X корпус 3-й русской армии был сильно вытянут и бездеятельно стоял, спокойно ожидая момента удара немецкой группы генерала Макензена. В своих воспоминаниях генерал Брусилов отмечает, что накануне удара в апреле 1915 года Николай II со свитой прибыл в Западную Галицию. Данная поездка была «хуже чем несвоевременной и прямо глупой»: отвлекла от выполнения боевых задач большое количество офицеров и внесла сумбур в боевую работу.
Николай II — человек чрезвычайно незадачливый, которого преследовали неудачи в течение всего его царствования, к чему бы он ни приложил своей руки. Эта поездка предвещала русской армии тяжелую катастрофу 
Против фронта X корпуса 3 русской армии неприятель сосредоточил более 200 тяжелых орудий, не считая легкой. Во всей 3 армии в составе 7 корпусов кроме легких орудий на фронте 200 верст было всего 4 тяжелых орудия. 1 мая 1915 года фронт был прорван. Вина в данном прорыве всецело лежала на Командующем армиями Юго-Западного фронта генерале Иванове. Тем не менее, генерал Радко-Дмитриев допустил непростительные промахи в организации обороны и отхода 3 русской армии. Генерал знал о возможном ударе, о месте прорыва, что подкрепление не подошло. Он обязан был распорядиться о сборе всех возможных резервов армии к угрожаемому участку, отдать приказания в каком порядке и направлении отходить, на каких линиях остановиться с тем чтобы уменьшить быстроту наступления немцев. Заблаговременно без суеты убрать все армейские тыловые учреждения, создать укрепления на заранее намеченных линиях, устроить техническую службу связи. При таких условиях можно было избежать катастрофы. Однако, генерал Радко-Дмитриев потерял управление: катался на автомобиле от одной части к другой. Войска отступали беспорядочно и разрозненно.
2 мая 1915 года немцы начали мощное наступление между Горлицей и Тарновым, сопровождавшееся сильной артиллерийской поддержкой. Главный удар немцев пришёлся по 3-й русской армии, понёсшей поражение из-за недостатка артиллерийских снарядов и плохого инженерного оборудования окопов.
10 мая 1915 года 3-я армия получила разрешение отступить к реке Сан.

Один из офицеров Британской военной миссии, капитан Нейльсон, бывший свидетелем тяжёлой борьбы 3-й русской армии (Юго-Западного фронта), на которую прежде всего обрушился удар Макензена, пишет в своем донесении от 11 июня:

«Все последние наступления были просто убийства, так как мы атаковали без артиллерийской подготовки неприятеля, обладающего многочисленной лёгкой и тяжёлой артиллерией».

Чтобы охарактеризовать «таяние» числа бойцов в этот трагический период для Русской армии, мы приведём указания о численности бойцов в вышеупомянутой 3-й Русской армии:

а) 19 мая капитан Нейльсон, донося о потерях этой армии, пишет: «Потери колоссальны. Мне сказали, что к 16-му они были более 100 000, но я думаю, что они больше…
 В X корпусе в одной дивизии осталось 1000 человек, в другой 900;
в 12-й Сибирской стрелковой дивизии осталось только 2000 человек».

б) 6 июня тот же капитан Нейльсон пишет про 3-ю армию: «…Вот некоторые данные о численности после влития укомплектований, прибывавших начиная с 14 мая (по 2000 — 4000 в день);
12-я сиб. стрелковая дивизия — 18 офицеров и 3000 солдат;
X корпус, во всех трёх дивизиях, взятых вместе, — 14 000 человек;
 в XXIX корпусе, являющемся в армии самым сильным, — 20 000 человек.
XXIII корпус потерял половину своего состава в одну атаку.
IX корпус потерял 3500 человек в три дня…
 У нас очень мало снарядов и ружей. Все показывает на бесплодность посылать людей в атаку при таком колоссальном различии в артиллерийском вооружении».— Сайт милитера, Глава шестая. Распределение военнообязанных между войсками и тылом, Военные усилия России в Мировой войне, Н. Н. Головин — Париж: Т-во объединённых издателей, 1939 год.
Армия — участница Таневского и Красноставского сражений в июне и июле 1915 года соответственно. Решала важную задачу в Ходе Люблин-Холмского сражения.
В 1916 году армия участвовала в Брусиловском прорыве, неудачно наступая на рубеже реки Стоход. После его завершения передана на правый фланг Западного фронта и до конца войны активных боевых действий более не вела. В конце 1917 года штаб 3-й армии размещался в Полоцке. Армия расформирована в феврале-марте 1918 года.

## Состав
В начале войны в состав армии входили:
- Полевое управление (Штаб 3 А).
- IX армейский корпус
- X армейский корпус
- XI армейский корпус
- XXI армейский корпус
- 9-я кавалерийская дивизия
- 10-я кавалерийская дивизия
- 11-я кавалерийская дивизия

В августе и сентябре 1914 года в армии имелось 12 пехотных дивизий, 4 конных дивизий, 192 батальонов, 123 эскадронов и 712 орудий.
Всего в 3-й армии: 192 бат., 384 пул., 123 эск. и сотен, 32 пул., 576 оруд., 48 мортир, 24 тяжёлых, 18 сап., 1 искр, н 5 тел. рот, 2 понт. бат., 12 самолётов, 4 роты пограничной стражи. Конница: 86 эскадронов и сотен, 32 пулемёта, 48 конных орудий.
- Штаб армии:
  - 3-й полевой жандармский эскадрон
  - 1-я отдельная телефонная рота
  - 4-я искровая рота
  - авиационный отряд IX корпуса
  - авиационный отряд XI корпуса
  - 1 автомобильная рота.

Соединения армии насчитывали:
- IX армейский корпус: 5-я, 42-я и 58-я пехотные дивизии; 2-й Черноморский казачий полк, 10-я отдельная донская казачья сотня; 9-й морт. арт. дивизион; 6-й сапёрный батальон; 14-й обозный батальон; корпусные полевые подвижные хлебопекарни № № 63 65 и 81.
 Всего в IX ак: 48 батальонов, 96 пулемётов, 9 эскадронов и сотен, 144 орудий, 12 мортирных, три сапёрные и одна телефонная роты, одна рота пограничной стражи.
- XI армейский корпус: 11-я, 32-я и 78-я пехотные дивизии; 2-й Екатеринодарский. каз. полк: 31-я отд. донская каз. сотня; 11-й мор. арт. дивизион; 21-й сап. бат.; 8-я отд. сап. рта; 16-й обозный бат.; корп. полев. хлебопекарни № № 135, 64 и 66.
 Всего в XI ак: 48 бат., 96 пул., 9 эск. и сот., 144 оруд., 16 горных, 12 мортир, 4 сап. и 1 тел. роты.
- 4 тяж. арт. бригады ТАОН: 1-й и 3-й дивизионы; 6-й понтонный батальон.
- XXI армейский корпус: 33-я, 44-я и 69-я пехотные дивизии; 30-я отд. сап. рота: 43-й Донской каз. полк; 13-я отд. донская каз. сотня; 21-й морт. арт. дивизион: 14-й сап. батальон; 13-й обозный батальон; корп. полев. подвижн. хлебопекарни № № 78, 80 и 137.
 Всего в XXI ак: 48 бат., 96 пул., 10 эскадр. и сотен, 144 оруд., 12 мортир (гаубиц), 4 сап. и 1 тел. роты, 2 роты погран. стражи.
- Тыловые учреждения 3-й армии: 6 местных арт. парков; 4 скоростр. № № 3, 10, 12, 31; 1 морт. № 6 и 1 горный № 4; 10 полев. хлеб.; 18 полев. подвижн. госпит. № № 359—366, 369—374, 478—479, 480—481; 23 зап. госпит. № № 109—120, 123—128, 132—133, 135—137, 139—148; 2 военно-сап. транспорта № № 36-37; 25 армейский транспорт; 41 вольно-наёмный транспорт.

В ходе войны в разное время в составе армии находились 1-й гвардейский корпус, гренадерский корпус, 3-й, 7-й, 12-й, 14-й, 15-й, 20-й, 23-й, 25-й, 29-й, 31-й, 35-й и 46-й армейские корпуса, 3-й Кавказский армейский корпус, 1-й, 2-й и 4-й Сибирские армейские корпуса, 1-й Туркестанский армейский корпус, 4-й кавалерийский корпус.

### В конце войны
В конце войны в состав 3-й полевой армии входили:
- Полевое управление (штаб)
  - управление заведующего автомобильной частью армии, с 1915 года
  - управление начальников инженеров армии, с 6 февраля 1916 года
  - управление инспекторов артиллерии армии, с 5 марта 1916 года
  - отдел по демобилизации штаба армии, в 1917 году
  - в штаб армий был назначен военный комиссар Временного правительства, после Февральской революции 1917 года
- XV армейский корпус
- XX армейский корпус
- XXXV армейский корпус

## В составе (подчинённость)
- Юго-Западного фронта (июль 1914 — июнь 1915)
- Северо-Западного фронта (июнь — авг. 1915)
- Западного фронта (август 1915 — июнь 1916)
- Юго-Западного фронта (июнь — июль 1916)
- Западного фронта (июль 1916 — начало 1918)

## Командующие (период)
- 19.07.1914 — 03.09.1914 — генерал от инфантерии Рузский, Николай Владимирович
- 03.09.1914 — 20.05.1915 — генерал от инфантерии Радко-Дмитриев, Радко Дмитриевич
- 03.06.1915 — 03.08.1917 — генерал от инфантерии Леш, Леонид Вильгельмович
- 03.08.1917 — 11.08.1917 — генерал-лейтенант Квецинский, Михаил Фёдорович
- 11.08.1917 — 09.09.1917 — генерал-лейтенант Цихович, Януарий Казимирович
- 12.09.1917 — 09.10.1917 — генерал-лейтенант Одишелидзе, Илья Зурабович
- 09.10.1917 — 08.11.1917 — генерал-лейтенант Парский, Дмитрий Павлович
- 08.11.1917 — ??.04.1918 — подпоручик Анучин, Сергей Андреевич

## Начальник штаба (период)
- В. М. Драгомиров, генерал, (??.07.1914 — ??.09.1914)
- С. К. Добровольский, генерал, (08.11.1914 — 03.06.1915)